# Jean-Marie Tarascon

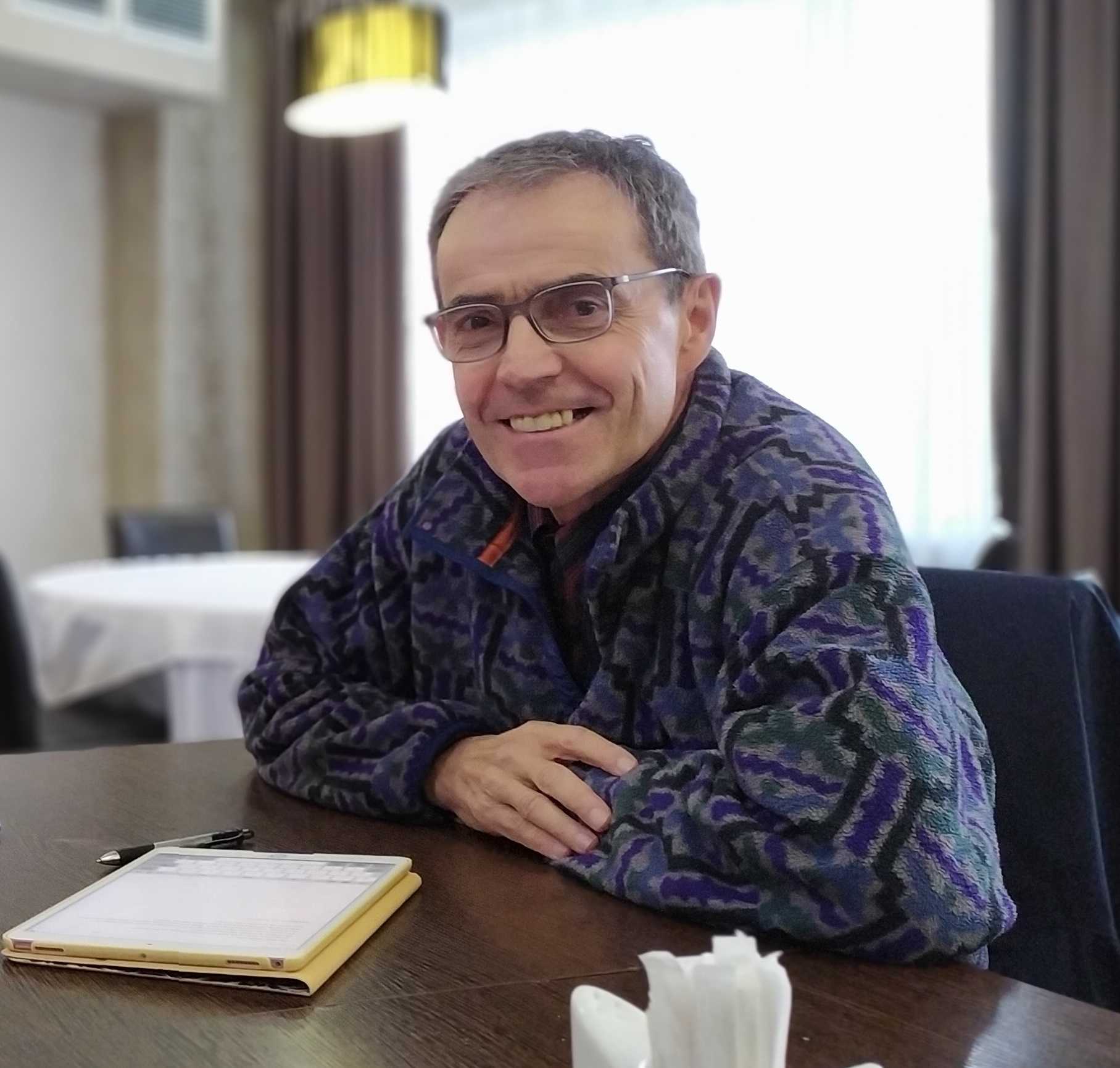
Jean-Marie Tarascon (2019)

Jean-Marie Tarascon (* 1953 in Marmande, Département Lot-et-Garonne) ist ein französischer Chemiker, der in der Festkörperchemie und Elektrochemie tätig ist. Er leistete bedeutende Beiträge zur Weiterentwicklung von Batterien.

## Leben
Jean-Marie Tarascon studierte an der Universität Bordeaux, wo er 1977 einen Master-Abschluss in Chemieingenieurwesen, 1978 ein Diplôme d’études universitaires générales (DEUG) in Physik und Chemie und 1981 einen Doktorgrad in Festkörperchemie erwarb.
An das Promotionsstudium schloss sich ein langjähriger Aufenthalt in den Vereinigten Staaten an. Nach einer Postdoktorandenstelle an der Cornell University 1981 arbeitete Tarascon von 1982 bis 1994 bei den Bell Laboratories, anschließend bei dem Unternehmen Bellcore in Red Bank (New Jersey), das im Rahmen der Zerschlagung von AT&T von Bell Labs abgespalten worden war. Dort war er zunächst Mitglied der Abteilung für Festkörperchemie; im Mai 1989 wurde er Direktor der Gruppe für Energiespeicherung bei Bellcore.
In dieser Position verblieb er, bis er im Januar 1995 nach Frankreich zurückkehrte, um eine Professur an der Universität Amiens und die Leitung eines von der Universität und der nationalen Forschungsorganisation CNRS betriebenen Labors für Reaktivität und Festkörperchemie anzutreten.
Von 2010 bis 2011 hatte er am Collège de France in Paris eine zeitlich befristete Professur für nachhaltige Energien inne; seit 2014 ist er dort Inhaber eines Lehrstuhls für Festkörperchemie und Energie.

## Werk
Tarascons erste Arbeiten betrafen elektronische und ionische Eigenschaften der Chevrel-Phasen. Als Direktor der Chemieabteilung von Bellcore war er an Forschungsergebnissen über Hochtemperatursupraleiter beteiligt. Schließlich kehrte er jedoch zur Elektrochemie zurück und widmet sich seither der Forschung im Bereich Energiespeicherung. Bei Bellcore leistete er bedeutende Beiträge zur Weiterentwicklung des Lithium-Ionen-Akkumulators; seit seiner Rückkehr nach Frankreich leitet er Forschungsvorhaben zu verschiedenen Techniken, die Potential für künftige Batterietypen haben, zum Beispiel die Elektrokatalyse, die Redox-Flow-Batterie, den Lithium-Luft-Akkumulator oder den Natrium-Ionen-Akkumulator.
2003 gründete er das europäische Exzellenznetz für Lithium-Batterien ALISTORE (Advanced Li Storage Batteries), das er seither leitet. Ebenso rief Jean-Marie Tarascon den seit 2011 bestehenden CNRS-Forschungsverbund RS2E (Réseau de Recherche et de Technologie pour le Stockage Electrochimique de l’Energie, deutsch Forschungs- und Techniknetz für elektrochemische Energiespeicherung) ins Leben und ist seitdem sein Direktor.
Die Literatur- und Zitationsdatenbank Web of Science weist Jean-Marie Tarascon als Autor oder Mitautor von über 800 wissenschaftlichen Fachartikeln mit einem h-Index von 145 aus (Stand: Januar 2023).

## Ehrungen und Auszeichnungen
Für seine Arbeiten zur Weiterentwicklung elektrochemischer Energiespeicher erhielt Tarascon zahlreiche Auszeichnungen. Unter anderem wurden ihm 2015 der Centenary Prize der Royal Society of Chemistry, 2017 die CNRS-Innovationsmedaille und 2020 der Balzan-Preis verliehen. 2022 wurde er mit der Goldmedaille des CNRS und der Lavoisier-Medaille ausgezeichnet.
Die Académie des sciences ernannte ihn 1999 zum korrespondierenden und 2004 zum ständigen Mitglied. 2002 wurde er in das Institut universitaire de France berufen, 2003 in die Academia Europaea gewählt. 2014 nahm ihn die Royal Society als auswärtiges Mitglied auf.
Seit 2009 ist Tarascon Ritter der Ehrenlegion.